# Kaasmolaar

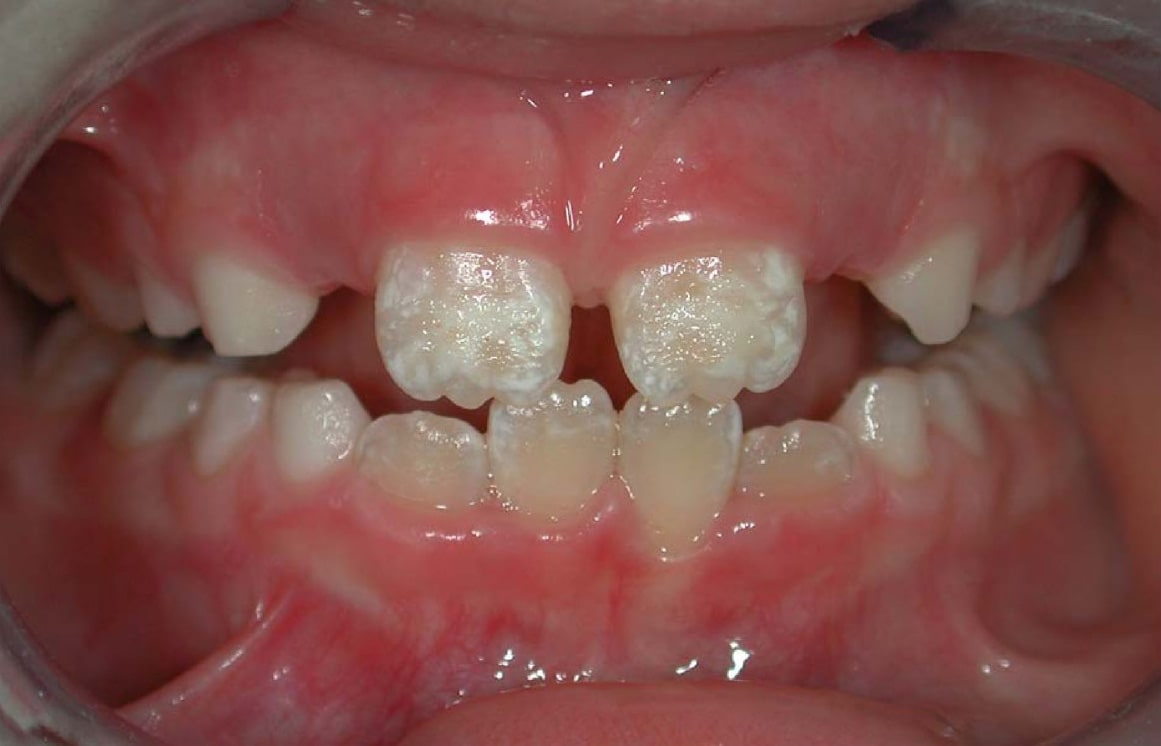
Ook de snijtanden kunnen deze defecten vertonen.

Een kaasmolaar, met wetenschappelijke term gehypomineraliseerde eerste molaar genoemd (en: hypomineralised first molar), is een afwijking van het tandglazuur. Dit komt vooral voor op de eerste definitieve molaar.
Kaasmolaren kunnen herkend worden doordat deze tanden er mat-opaak, wit-gelig uitzien. Deze defecten kunnen voorkomen in vlekken of over de hele tand. Zulke plaatsen zijn zeer poreus (vandaar de naam kaasmolaren) en uiterst gevoelig voor gaatjes. Dit uitzicht en deze cariësgevoeligheid komt door een fout in samenstelling van het glazuur van de tand. Volgens studies komen kaasmolaren voor bij 10-20 % van de kinderen.  Nederlands onderzoek wees uit dat in de helft van de gevallen ook de centrale snijtanden aangetast zijn. 

## Oorzaken
De oorzaken zijn niet exact bekend, maar er zijn wel enkele hypothesen:
- niet genoeg ruimte voor de zouten om te precipiteren in de matrix;
- problemen bij de geboorte, ademhalingsstoornissen (astma) (ameloblasten zijn zeer zuurstofgevoelig);
- tekort aan calciumzouten;
- dioxines tijdens borstvoeding.

Kaasmolaren komen vaker voor bij kinderen die in hun eerste levensjaren vaak ziek zijn. Het kan dan gaan om onder meer oorontstekingen, waterpokken, mazelen, rode hond, ontstoken amandelen of luchtweginfecties. Ook chronische aandoeningen zijn een risicofactor.

## Behandeling
Behandelingen hangen af van de ernst van de laesie
- composietvulling ;
- kroon;
- extractie van de eerste molaar, orthodontisch advies is raadzaam voor extracties;
- eventueel de wijsheidstanden transplanteren op iets latere leeftijd.